# Daïra de Hammam Debagh
 (décembre 2013).
Si vous disposez d'ouvrages ou d'articles de référence ou si vous connaissez des sites web de qualité traitant du thème abordé ici, merci de compléter l'article en donnant les références utiles à sa vérifiabilité et en les liant à la section « Notes et références ».
La daïra de Hamam Debagh est une circonscription administrative algérienne située dans la wilaya de Guelma. Son chef-lieu est situé sur la commune éponyme de Hammam Debagh.
La daïra regroupe les trois communes:
- Hammam Debagh (Chef-lieu de la Daïra)
- Roknia
- Bou Hamdane